# Hagstaeken

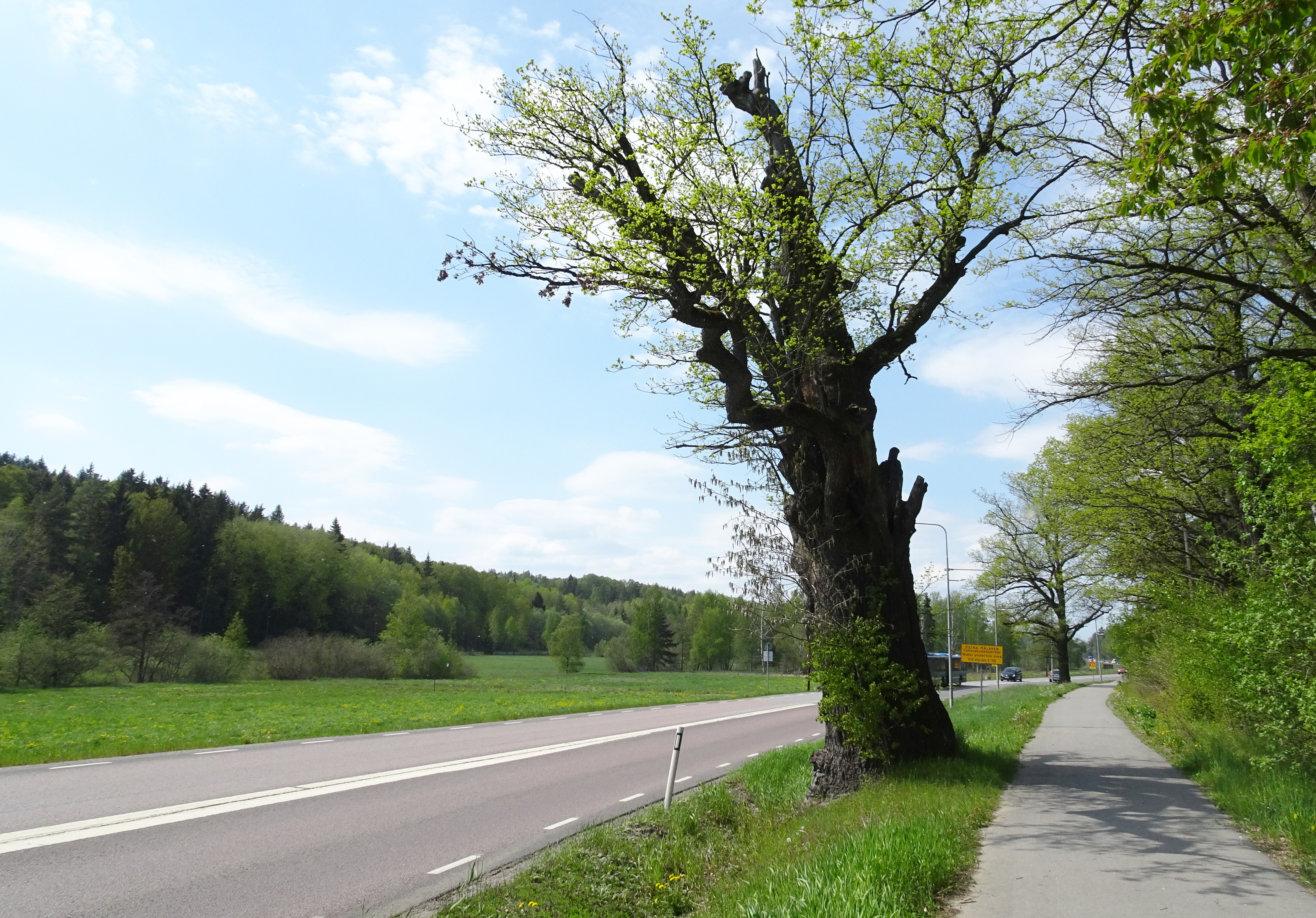
Hagstaeken vid Glömstavägen vy västerut, maj 2019.

Hagstaeken är en grov ek i kommundelen Glömsta i Huddinge kommun, Stockholms län. Hagstaeken är efter stamomkrets den största av tio naturminnesmärkta ekar i kommunen.

## Beskrivning
Hagstaeken står tätt intill Glömstavägen och är Huddinges enda namngivna ek. Enligt en uppmätning från år 2001 har den en stamomkrets på 680 centimeter (i brösthöjd) och är därmed den största i kommunen. Eken fridlystes redan den 10 oktober 1933 och har sitt namn efter småbruket Hagsta som fanns här efter  1923. Den lilla egendomen med fastighetsbeteckningen Kästa 2:6 syns på Lantmäteriets ekonomiska kartan från 1951. Bostadshuset låg norr om Glömstavägen medan åkermarken samt lite skog och en ekonomibyggnad fanns söder därom. Hagstas byggnader är numera rivna och marken ägs av kommunen. Här låg även den efter trädet uppkallade busshållplatsen Eken (borttagen 2012). Trädet är förtecknat som naturminne nr 491 i botaniker Rutger Sernanders Stockholmstraktens natur- och kulturminnen från 1935 och beskrivs där som "en av Södertörns grövsta".
| Hagstaeken 1933 och på våren 2019. Mannen vid eken kan vara Rutger Sernander i färd med att spika fridlysningsplaketten på stammen. Vägen är nuvarande gång- och cykelväg intill Glömstavägen, vy österut. |  | Hagstaeken 1933 och på våren 2019. Mannen vid eken kan vara Rutger Sernander i färd med att spika fridlysningsplaketten på stammen. Vägen är nuvarande gång- och cykelväg intill Glömstavägen, vy österut. |
| Hagstaeken 1933 och på våren 2019. Mannen vid eken kan vara Rutger Sernander i färd med att spika fridlysningsplaketten på stammen. Vägen är nuvarande gång- och cykelväg intill Glömstavägen, vy österut. |  | |

## Andra naturskyddade ekar i kommunen
Efter Hagstaeken är en ek vid Trångsunds station den näst största i Huddinge. Den har en stamomkrets på 628 centimeter. Efter den följer eken vid  Gamla Södertäljevägen 175 i Segeltorp som är den tredje största i Huddinge. Den har en stamomkrets på 595 centimeter och naturskyddades 1957. Lite längre norrut står tre naturskyddade ekar i rad vid Gamla Södertäljevägen hörnet Dalvägen. De fridlystes 1960 och har en stamomkrets på 445, 400 respektive 360 centimeter. Inte långt därifrån står ytterligare en fridlyst ek. Den finns vid Segeltorpsvägen hörnet Dalvägen, nära platsen för den numera försvunna Segeltorps gård, stamomkretsen är 464 centimeter. Eken vid Trångsunds station (stamomkrets 418 centimeter) är en så kallad högstubbe eller ekruin, där endast nedre delen av stammen och basen på de grövsta grenarna återstår. År 1999 var eken i stort sett död.

## Bilder

Urval av naturminnesmärkta ekar i Huddinge
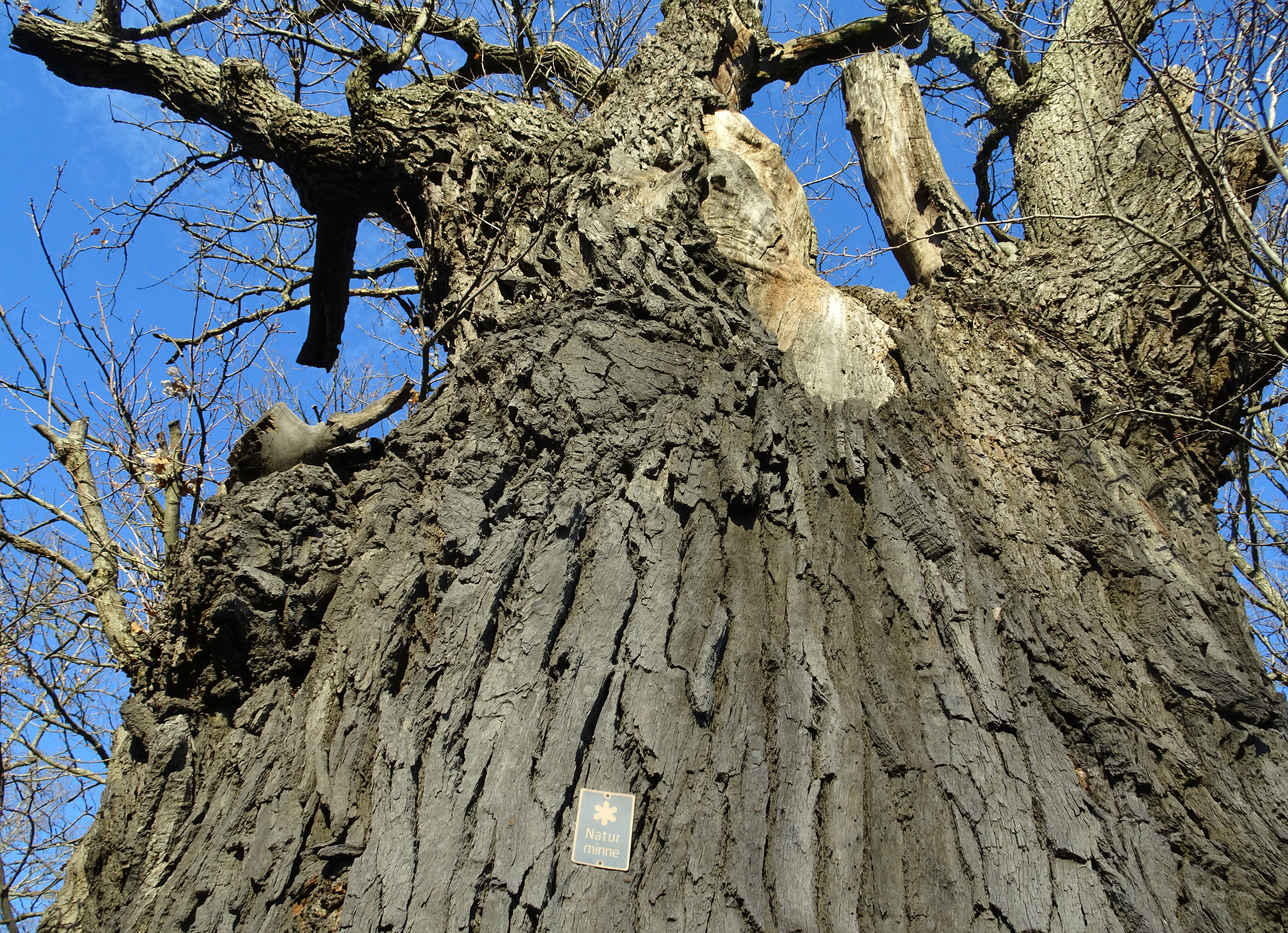
Hagstaeken är efter stamomkrets kommunens största ek .
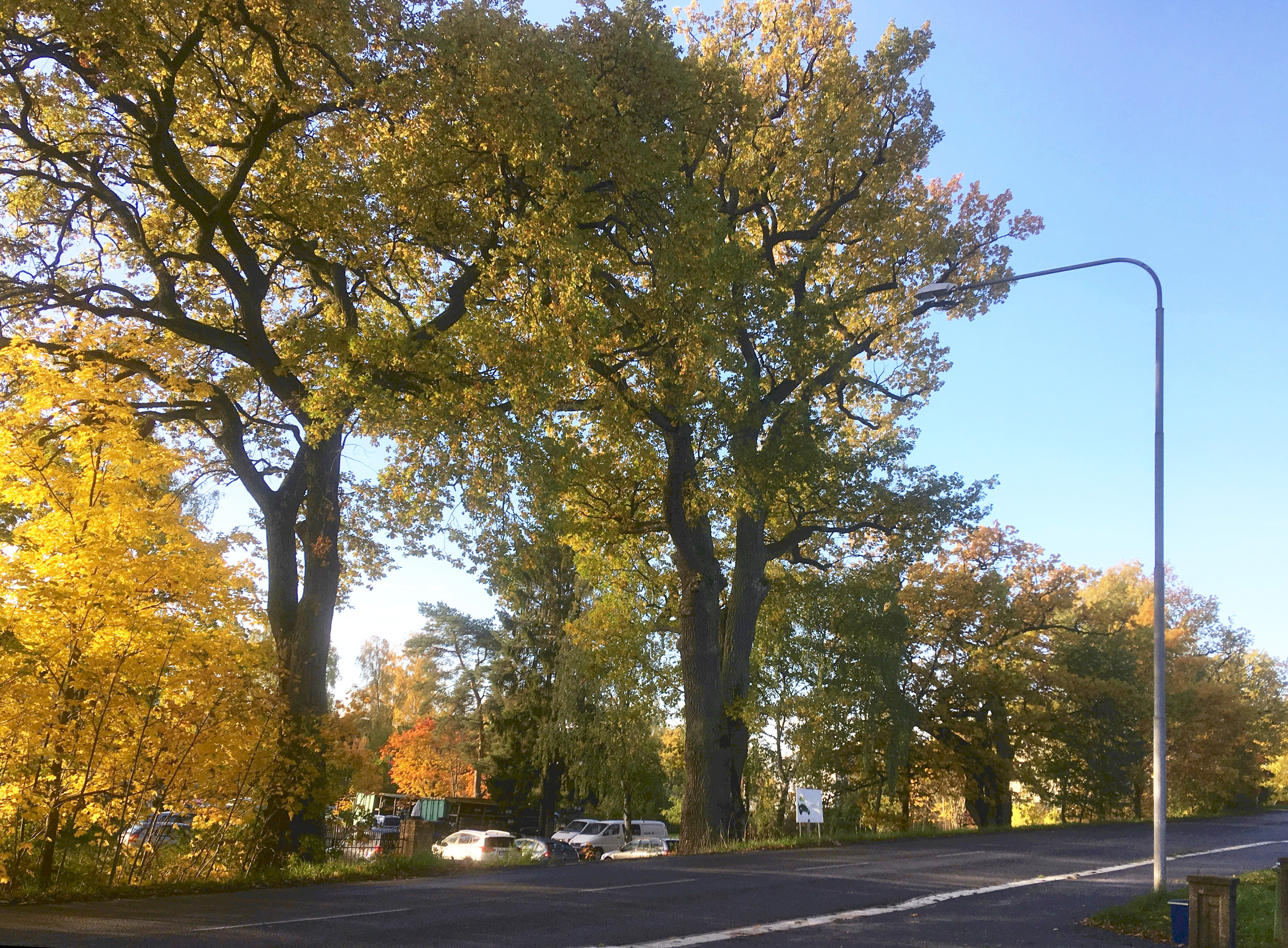
Eken vid Gamla Södertäljevägen 175 är kommunens näst största ek.
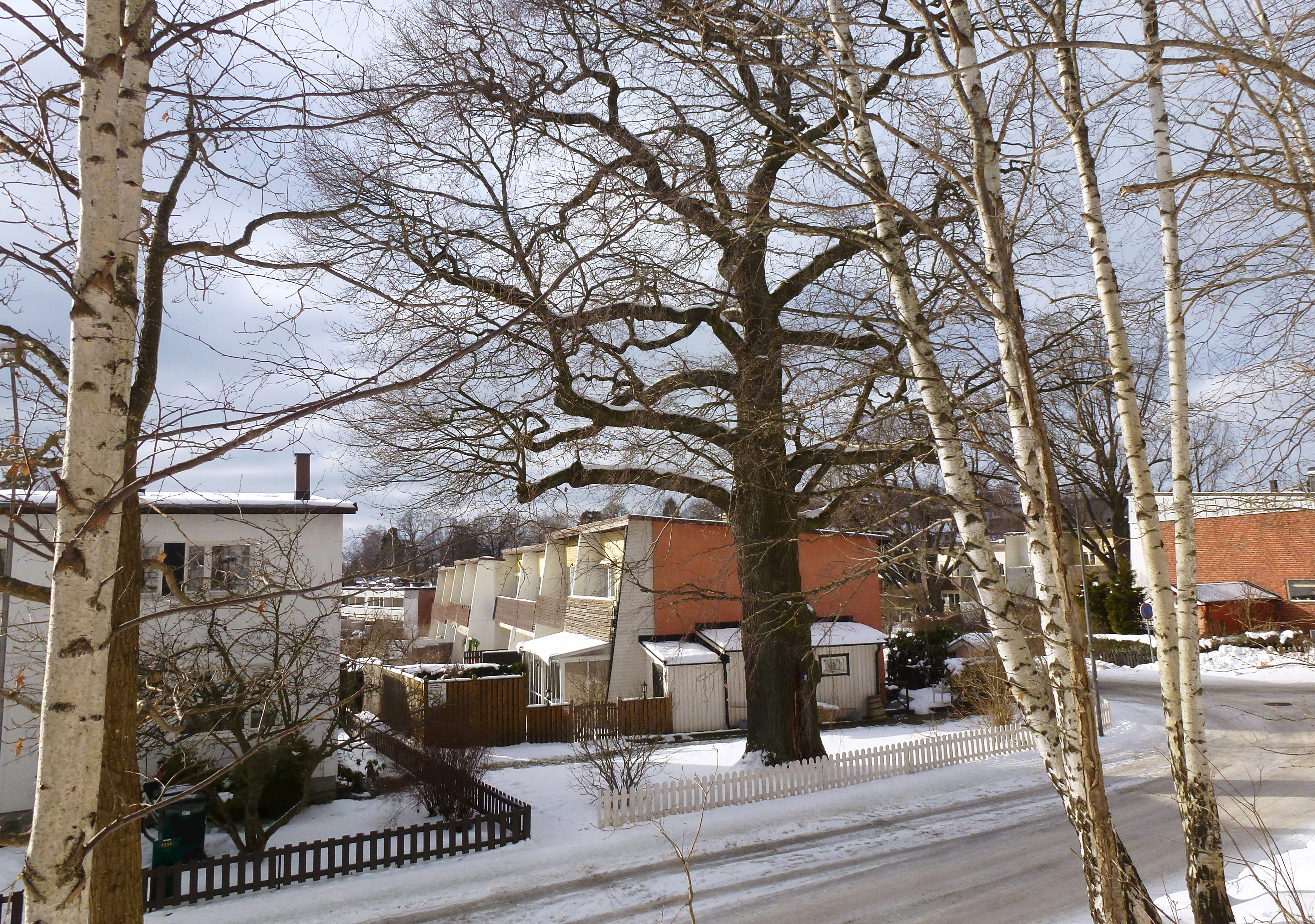
Eken vid Segeltorpsvägen / Dalvägen här låg Segeltorps gård.
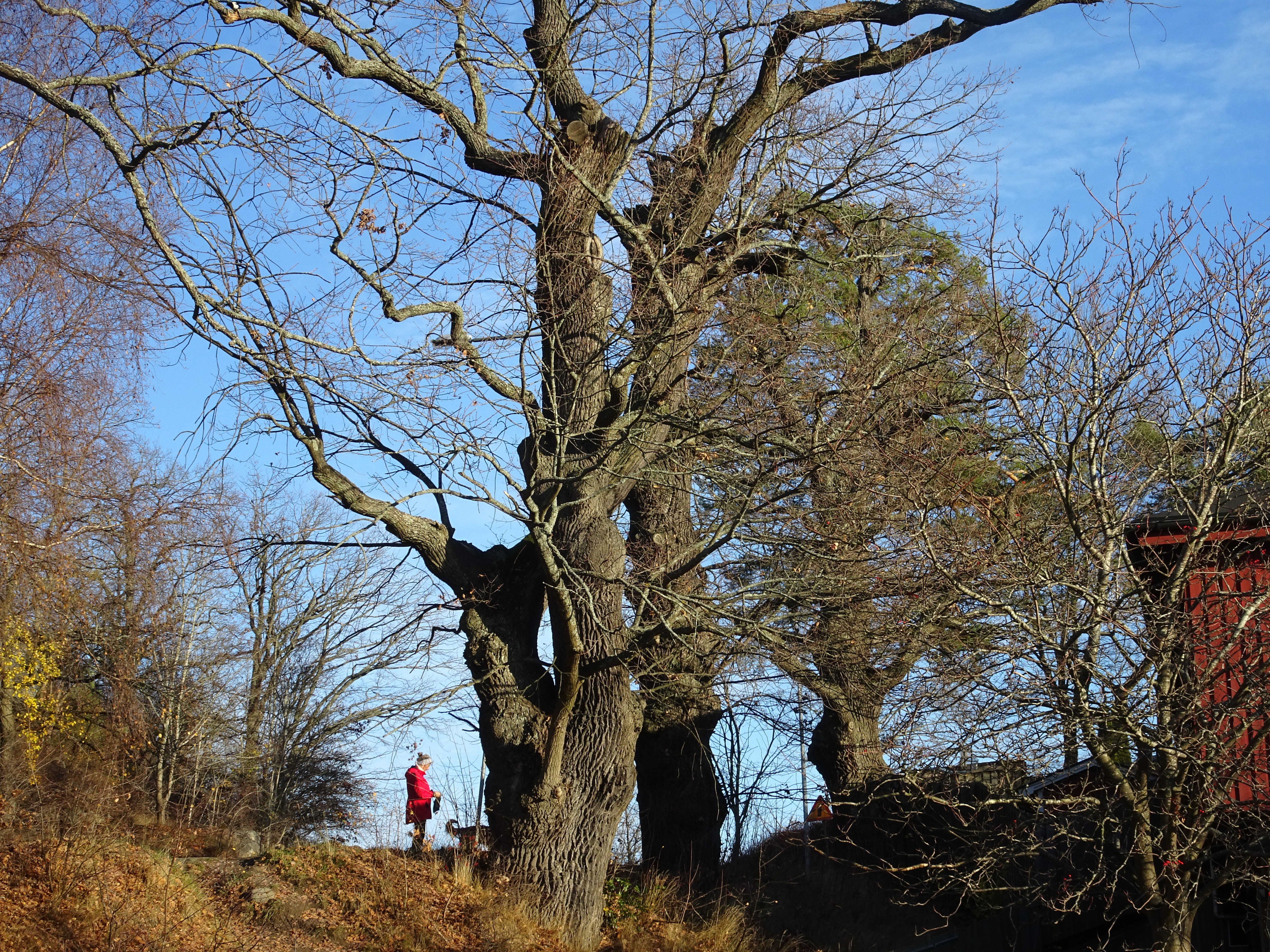
Tre fridlysta ekar i rad vid Gamla Södertäljevägen / Dalvägen.
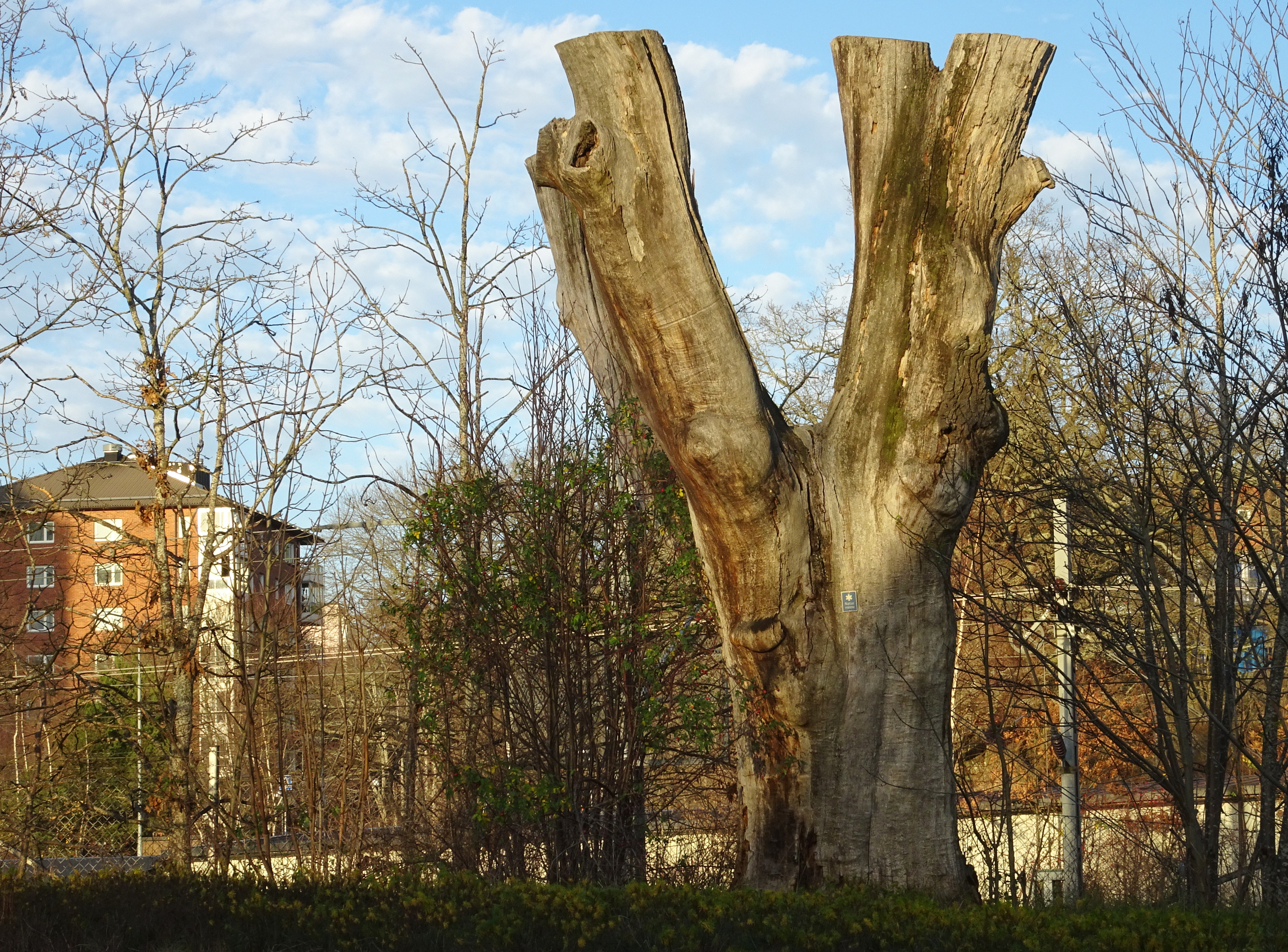
Trångsunds ekruin.

## Andra naturminnen i kommunen
I Huddinge kommun finns elva naturminnen som består av 13 objekt: tio ekar, en ask och två flyttblock. Initiativtagare till det relativt stora antalet naturminnen i Huddinge var Huddinge hembygdsförening som i slutet av 1950- och början av på 1960-talet var aktiv med ansökningar om att bilda naturminnen i kommunen. Ibland var det även respektive markägare som stod för den inledande kontakten. Som jämförelse kan nämnas att det finns enbart två naturminnen i Stockholms kommun medan i hela länet existerar 138.